# Qiu Yingling
Qiu Yingling (jedn. kineski 邱英玲) (Qiu je prezime) (Yangchun, Kanton, 8. srpnja 1980.) je kineska hokejašica na travi. 
Od velikih natjecanja, sudjelovala je na OI 2004. u Ateni, na kojima je također igrala na svim susretima, osvojivši s Kinom četvrto mjesto, izgubivši susret za brončano odličje od Argentinki.

## Vanjske poveznice
- Podatci